# متئو سندز
متئو سندز (انگلیسی: Matthew Sands؛ زاده ۲۰ اکتبر ۱۹۲۰) یک دانشمند اهل ایالات متحده آمریکا است.